# Paul Garbagni
Paul Garbagni fransk regissör och manusförfattare
Garbagni var chef för Théâtre des Capucines på Boulevard des Italiens i Paris och engagerades av filmbolaget Pathé i Paris som manuskriptförfattare och regissör.

## Regi i urval
- 1922 - Rapax
- 1920 - Le Secret d'Argeville
- 1912 – I lifvets vår
- 1911 - Le Pickpocket mystifié

## Filmmanus i urval
- 1918 - Les Bleus de l'amour
- 1913 - Plus fort que Sherlock Holmes
- 1911 - Victimes de l'alcoolisme